# Сокольническая линия
Соко́льническая линия (до 1990 года — Ки́ровско-Фру́нзенская; при открытии 15 мая 1935 года — Ки́ровский радиус (также использовался термин «диаметр»); до открытия 15 мая 1935 года — Ки́ровско-Фру́нзенский диаметр, Мясни́цкий ра́диус, Мясни́цко-Усачёвский диаметр) — первая линия Московского метрополитена. Связывает через центр Москвы её восточные районы (Богородское и Сокольники) с юго-западом города (Хамовниками, Московским государственным университетом на Воробьёвых горах, Проспектом Вернадского, районом Тропарёво-Никулино, Солнцевом) и Новомосковским районом Коммунарка. Также в перспективе дойдёт до Ярославского района (СВАО). На схемах обозначается красным цветом и числом  . Третья линия в Московском метрополитене после Филёвской и Некрасовской (электродепо ТЧ-9 «Фили» и ТЧ-20 «Руднёво») с допуском женщин к управлению подвижным составом, а также пятая в России после Кировско-Выборгской линии Петербургского метрополитена (ТЧ-1 «Автово») и Самарского метрополитена (ТЧ-1 «Кировское»).

## Описание
Линия имеет длину 46,5 км и 27 станций, длительность поездки по всей линии — 67 минут. Сокольническая линия — первая по количеству станций с островными платформами — 27, вторая по количеству действующих станций как таковых (первое место принадлежит Большой кольцевой линии с 29 станциями) и вторая — по длине, после Большой кольцевой линии.
На линии имеются участки как глубокого, так и мелкого заложения, а также наземные участки — открытый Преображенский метромост на перегоне «Преображенская площадь» — «Сокольники», крытый метромост «Черкизово» на перегоне «Преображенская площадь» — «Черкизовская» и частично наземный крытый участок «Саларьево» — «Новомосковская». Кроме того, имеется расположенная на Лужнецком метромосту эстакадная станция «Воробьёвы горы» (до постройки станций «Аметьево» Казанского метрополитена и «Спортивная» Ленинской линии Новосибирского метрополитена — единственная в мире, расположенная на метромосту) и крытый метромост «Юго-Западный» на перегоне «Университет» — «Проспект Вернадского». На всех станциях линии вход и выход пассажиров из вагонов осуществляется с левой стороны относительно движения поезда, все станции линии имеют островные платформы.
На линии расположилась первая в московском метро наземная крытая отапливаемая станция — «Потапово».
В начале 2018 года Сокольническая линия была частично переведена на 8-вагонные составы.

## История
Строительство первого участка Московского метрополитена началось в 1931 году на Русаковской улице, между «Красносельской» и «Сокольниками». 15 октября 1934 года по участку «Комсомольская» — «Сокольники» прошёл пробный поезд. 15 мая 1935 года открылся первый участок линии длиной 11,2 км от «Сокольников» до «Парка культуры» с ответвлением к «Смоленской». До 1938 года от станции «Охотный Ряд» поезда следовали по вилочной схеме — часть до «Парка культуры», часть через станции «Улица Коминтерна» (ныне «Александровский сад») и «Арбатская» до «Смоленской».
В 1957 году линию продлили на 2,5 км от «Парка культуры» до «Спортивной», обеспечив транспортом открывшиеся годом ранее «Лужники». В 1959 году был открыт участок «Спортивная» — «Университет» (4,5 км) с первой в мире станцией, расположенной на мосту — «Ленинские горы» (ныне «Воробьёвы горы»). В 1963 году был построен участок «Университет» — «Юго-Западная» протяжённостью 4,5 км.
В 1965 году линия была продлена на 2,5 км на север до «Преображенской площади».
Осенью 1983 года станция «Ленинские горы» была закрыта в связи с аварийным состоянием конструкций моста. Поезда проезжали её без остановки. В 1986 году было сооружено два временных моста через Москву-реку по сторонам аварийного метромоста. Движение поездов по старому метромосту было прекращено.
1 августа 1990 года был открыт участок «Преображенская площадь» — «Улица Подбельского» (ныне «Бульвар Рокоссовского») (3,8 км).
14 декабря 2002 года станция «Ленинские горы», уже переименованная в «Воробьёвы горы», вновь открылась после реконструкции.
8 декабря 2014 года линия была продлена на юго-запад до станции «Тропарёво».
18 января 2016 года Сокольническая линия пришла в Новую Москву с открытием станции «Румянцево», а 15 февраля того же года состоялось продление линии ещё на одну станцию — «Саларьево», которая стала двухсотой станцией Московского метро.
20 июня 2019 года линия была продлена по территории Новой Москвы от «Саларьева» до «Коммунарки» (ныне «Новомосковская»). На крытом наземном участке длиной 9,4 км расположены три промежуточные станции: «Филатов Луг», «Прокшино» и «Ольховая».
5 сентября 2024 года линия продлена на 2,4 км до станции «Потапово».

## Зонный оборот поездов
Для выравнивания графика движения, а также при съёме составов в депо и ПТО, организуют так называемые зонные обороты поездов, то есть поезда следуют не до конечной станции, а до станции, где есть путевое развитие и возможность быстро организовать оборот поезда (смену его направления движения). На Сокольнической линии для этих целей используют станции «Комсомольская» (при заходе в депо) и «Сокольники» — при движении в сторону станции «Бульвар Рокоссовского», а также станции «Парк культуры», «Университет», «Тропарёво», «Саларьево» и «Новомосковская» — при движении в сторону станции «Потапово».

## Станции
|       | Название станции Прежние названия                                                                              | Дата открытия   | Пере- садки  | Глубина, м | Тип конструкции                                                                                   | Координаты                      | Вид станции |
| ----- | --- | --------------- | ------------ | ---------- | ------------------------------------------------------------------------------------------------- | ------------------------------- | ----------- |
| @1 01 | «Бульвар Рокоссовского» Улица Подбельского (с 01.08.1990 до 08.07.2014)                                        | 1 августа 1990  | 14           | −8         | колонная мелкого заложения трёхпролётная                                                          | 55°48′53″ с. ш. 37°44′03″ в. д. |             |
| @1 02 | «Черкизовская»                                                                                                 | 1 августа 1990  | 14           | −9         | односводчатая мелкого заложения                                                                   | 55°48′14″ с. ш. 37°44′41″ в. д. |             |
| @1 03 | «Преображенская площадь»                                                                                       | 31 декабря 1965 |              | −8         | колонная мелкого заложения трёхпролётная                                                          | 55°47′47″ с. ш. 37°42′54″ в. д. |             |
| @1 04 | «Сокольники»                                                                                                   | 15 мая 1935     | 11 D3        | −9         | колонная мелкого заложения трёхпролётная                                                          | 55°47′20″ с. ш. 37°40′49″ в. д. |             |
| @1 05 | «Красносельская»                                                                                               | 15 мая 1935     |              | −8         | колонная мелкого заложения двухпролётная                                                          | 55°46′48″ с. ш. 37°40′02″ в. д. |             |
| @1 06 | «Комсомольская»                                                                                                | 15 мая 1935     | 05 D2 D4     | −8         | колонная мелкого заложения трёхпролётная                                                          | 55°46′31″ с. ш. 37°39′22″ в. д. |             |
| @1 07 | «Красные Ворота» Лермонтовская (с 29.05.1962 до 25.08.1986)                                                    | 15 мая 1935     |              | −31        | пилонная глубокого заложения трёхсводчатая                                                        | 55°46′08″ с. ш. 37°38′55″ в. д. |             |
| @1 08 | «Чистые пруды» Кировская (с 15.05.1935 до 05.11.1990)                                                          | 15 мая 1935     | 06 10        | −35        | пилонная глубокого заложения трёхсводчатая (До реконструкции — двухсводчатая глубокого заложения) | 55°45′57″ с. ш. 37°38′20″ в. д. |             |
| @1 09 | «Лубянка» Дзержинская (с 15.05.1935 до 05.11.1990)                                                             | 15 мая 1935     | 07           | −32,5      | пилонная глубокого заложения трёхсводчатая (До реконструкции — двухсводчатая глубокого заложения) | 55°45′35″ с. ш. 37°37′38″ в. д. |             |
| @1 10 | «Охотный Ряд» Имени Л. М. Кагановича (с 25.11.1955 до 15.10.1957) Проспект Маркса (с 30.11.1961 до 05.11.1990) | 15 мая 1935     | 02 03 [ 26 ] | −15        | пилонная мелкого заложения трёхсводчатая                                                          | 55°45′28″ с. ш. 37°37′00″ в. д. |             |
| @1 11 | «Библиотека имени Ленина»                                                                                      | 15 мая 1935     | 03 04 4А 09  | −12        | односводчатая мелкого заложения                                                                   | 55°45′04″ с. ш. 37°36′36″ в. д. |             |
| @1 12 | «Кропоткинская» Дворец Советов (с 15.05.1935 до 08.10.1957)                                                    | 15 мая 1935     |              | −13        | колонная мелкого заложения трёхпролётная                                                          | 55°44′43″ с. ш. 37°36′13″ в. д. |             |
| @1 13 | «Парк культуры» ЦПКиО имени Горького (с 15.05.1935 до 1965) Парк Культуры имени Горького (с 1965 до 1980)      | 15 мая 1935     | 05           | −10,5      | колонная мелкого заложения трёхпролётная                                                          | 55°44′08″ с. ш. 37°35′39″ в. д. |             |
| @1 14 | «Фрунзенская»                                                                                                  | 1 мая 1957      |              | −42        | пилонная глубокого заложения трёхсводчатая                                                        | 55°43′36″ с. ш. 37°34′43″ в. д. |             |
| @1 15 | «Спортивная»                                                                                                   | 1 мая 1957      | 14           | −42        | пилонная глубокого заложения трёхсводчатая                                                        | 55°43′24″ с. ш. 37°33′50″ в. д. |             |
| @1 16 | «Воробьёвы горы» Ленинские горы (с 12.01.1959 до 12.05.1999)                                                   | 12 января 1959  |              | +10        | эстакадная крытая колонная трёхпролётная                                                          | 55°42′37″ с. ш. 37°33′33″ в. д. |             |
| @1 17 | «Университет»                                                                                                  | 12 января 1959  |              | −26,5      | пилонная мелкого заложения трёхсводчатая                                                          | 55°41′33″ с. ш. 37°32′00″ в. д. |             |
| @1 18 | «Проспект Вернадского»                                                                                         | 30 декабря 1963 | 11           | −8         | колонная мелкого заложения трёхпролётная                                                          | 55°40′38″ с. ш. 37°30′22″ в. д. |             |
| @1 19 | «Юго-Западная»                                                                                                 | 30 декабря 1963 |              | −8         | колонная мелкого заложения трёхпролётная                                                          | 55°39′49″ с. ш. 37°29′00″ в. д. |             |
| @1 20 | «Тропарёво» | 8 декабря 2014  |              | −12        | односводчатая мелкого заложения                                                                   | 55°38′45″ с. ш. 37°28′21″ в. д. |             |
| @1 21 | «Румянцево» | 18 января 2016  |              | −12        | колонная мелкого заложения трёхпролётная                                                          | 55°37′59″ с. ш. 37°26′31″ в. д. |             |
| @1 22 | «Саларьево» | 15 февраля 2016 |              | −12        | колонная мелкого заложения трёхпролётная                                                          | 55°37′19″ с. ш. 37°25′27″ в. д. |             |
| @1 23 | «Филатов Луг»                                                                                                  | 20 июня 2019    |              | 0          | наземная крытая                                                                                   | 55°36′05″ с. ш. 37°24′28″ в. д. |             |
| @1 24 | «Прокшино» | 20 июня 2019    |              | 0          | наземная крытая                                                                                   | 55°35′10″ с. ш. 37°26′02″ в. д. |             |
| @1 25 | «Ольховая» | 20 июня 2019    |              | −12        | однопролётная мелкого заложения                                                                   | 55°34′07″ с. ш. 37°27′34″ в. д. |             |
| @1 26 | «Новомосковская» Коммунарка (с 20.06.2019 до 03.07.2024)                                                       | 20 июня 2019    | 16           | −8         | колонная мелкого заложения трёхпролётная                                                          | 55°33′37″ с. ш. 37°28′06″ в. д. |             |
| @1 26 | «Потапово» | 5 сентября 2024 |              | 0          | наземная крытая                                                                                   | 55°33′11″ с. ш. 37°29′35″ в. д. |             |

## Депо и подвижной состав
| Электродепо       | Период      |
| ----------------- | ----------- |
| ТЧ-1 «Северное»   | с 1935 года |
| ТЧ-13 «Черкизово» | с 1990 года |
| ТЧ-23 «Столбово»  | планируется |

### Количество вагонов в поезде
| Количество       | Период      |
| ---------------- | ----------- |
| 4                | 1935—1936   |
| 6                | 1936—1954   |
| 7                | с 1954 года |
| 8                | с 2018 года |
| 5 (типа «Русич») | с 2020 года |

По состоянию на 2010 год по линии курсировало 420 вагонов.
По состоянию на 2011 год Сокольническая линия работала без перегрузок, однако в связи с продлением линии в Новую Москву с 10 января 2018 года начался перевод поездов депо ТЧ-13 «Черкизово» на составы из 8 вагонов. Оставшаяся часть составов, приписанных к депо ТЧ-1 «Северное», не рассчитанное на приём восьмивагонных поездов, частично заменена на пятивагонные составы типа 81-740.1/741.1 «Русич», один вагон (сочленённая секция) которого примерно в 1,5 раза длиннее стандартного вагона.

### Тип подвижного состава
| Тип                                | Период      |
| ---------------------------------- | ----------- |
| А/Ам, Б/Бм                         | 1935—1951   |
| В                                  | 1946—1958   |
| Д                                  | 1955—1985   |
| Е                                  | 1966—2002   |
| Еж, Еж1, Ем-508, Ем-509            | 1970—2008   |
| 81-717.5М/714.5М                   | с 1997 года |
| 81-717.5А/714.5А                   | с 2010 года |
| 81-717/714                         | 2012—2018   |
| 81-717.5/714.5                     | с 2017 года |
| 81-765.4/766.4/767.4 «Москва-2019» | с 2019 года |
| 81-740.1/741.1 «Русич»             | с 2019 года |

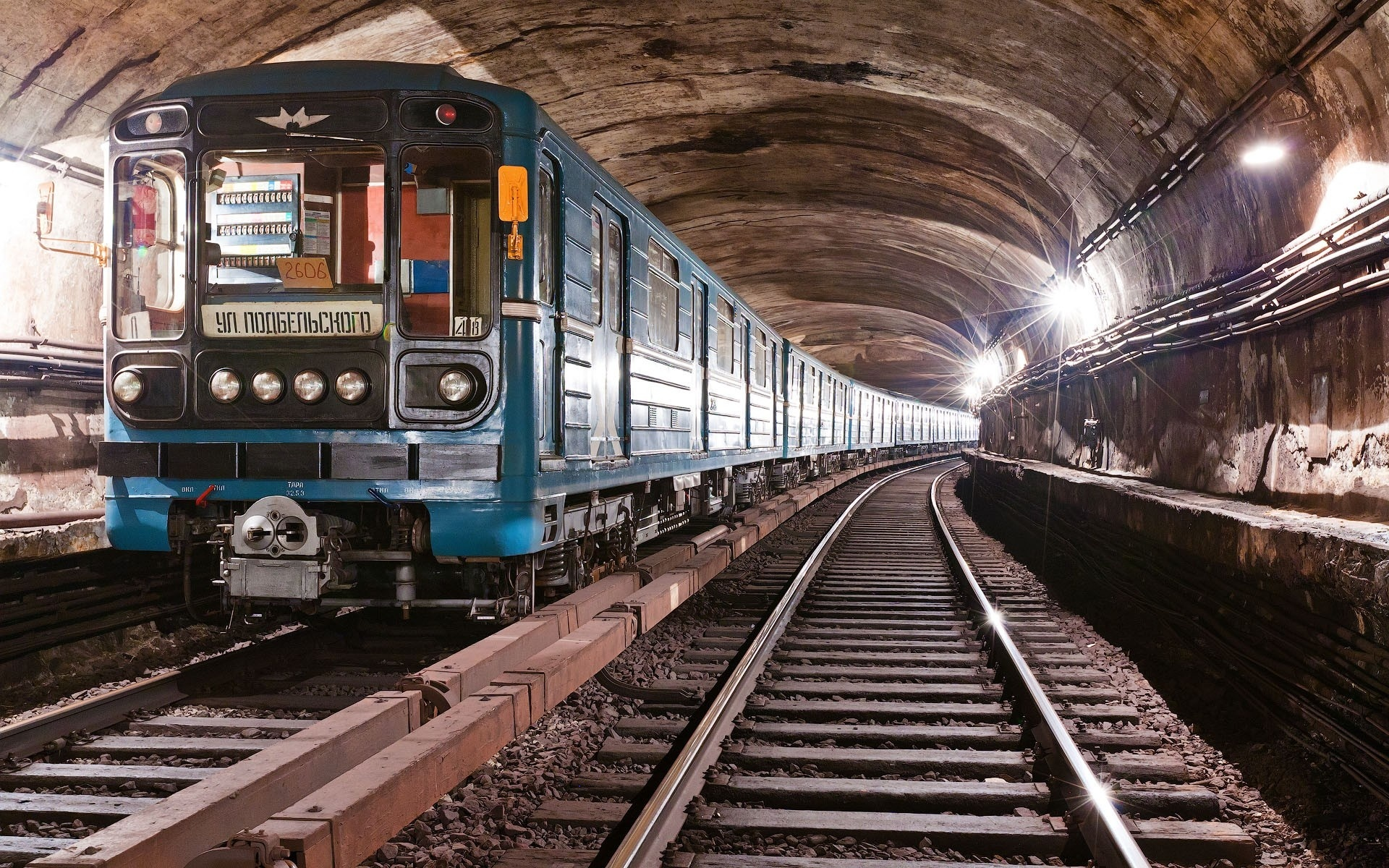
Электропоезд модели 81-717.5М/714.5М в двухпутном тоннеле на центральном участке Сокольнической линии

22 января 2019 года на Сокольнической линии состоялась тестовая поездка одного поезда модели 81-740.1/741.1 «Русич» с пассажирами.

### Технические подробности
В 2005 году в вагонах электродепо «Северное» были впервые установлены видеокамеры централизованной системы видеонаблюдения. Информация с этих камер сохраняется в видеоархивах. Ко всем камерам может в любой момент подключиться оператор Ситуационного центра Московского метрополитена.

### Именные поезда
- «Красная стрела». Запущен по заказу ОАО «РЖД» 9 октября 2006 года в честь 75-летия фирменного поезда «Красная стрела». 5 августа 2016 года, впервые за 10 лет, постоянная экспозиция поезда была обновлена. Снаружи состав окрашен в красный цвет вместо обычного синего, крыши вагонов серебристые, на бортах указано название поезда. Во внутреннем оформлении вагонов использованы исторические документы и уникальные фотографии из архивов ОАО «РЖД»[34].
- Ретропоезд «Сокольники». Стилизован под первый поезд московского метрополитена, который состоял из вагонов типа А. Представляет собой поезд из вагонов модели 81-717.5А/714.5А с изменённой лицевой частью головных вагонов, выкрашенный в цвета, характерные для метро 1930-х годов. Также переработан интерьер вагонов. Был пущен 15 мая 2010 года, в день 75-летнего юбилея московского метро[35].

| - Поезд «Красная стрела» на станции «Новомосковская» - Ретропоезд «Сокольники» на станции «Воробьёвы горы» |

### Нарекания по подвижному составу
Эксплуатация электропоезда «Русич» на Сокольнической линии, тестовая поездка на линии с пассажирами которого состоялась 22 января 2019 года, сопряжена с трудностями, связанными с нерасчётом «Русичей» на большой пассажиропоток, о чём, в частности, свидетельствует нестандартное расположение и количество дверей в секциях между сочленённым соединением типа «гармошка» (для расчёта на пассажиропоток пришлось добавить третью дверь во вторую секцию головного вагона и в обе секции промежуточного в отдельно выпущенной заводом «Метровагонмаш» модификации «Русича» — 81-740.4/741.4), как и наличие самих секций вместо единого вагона, аналогично всем остальным стандартным типам и моделям, а также форма кузова. Кроме того, из-за нестандартной длины состава, вызванной его «секционным» формированием, электропоезд короткий для Сокольнической и ещё одной линии, на которой его эксплуатация первоначально не планировалась — Арбатско-Покровской, что, как считают специалисты по транспорту, сказывается на удобстве для пассажиров. Это является следствием того, что «Русичи» не предназначены для эксплуатации на линиях «классического» метрополитена, так как проектировались для нереализованного из-за кризиса 1990-х годов проекта Бутовской линии лёгкого метро времён управления Москвой мэром Юрием Лужковым.

## Средства сигнализации и связи
Основным средством сигнализации на линии является автоматическая локомотивная сигнализация с автоматическим регулированием скорости (АЛС-АРС), при котором все светофоры автоматического действия нормально погашены. Путевое (напольное) оборудование АЛС-АРС — АРС «Днепр» (эксплуатируется в режиме 2/6: две одновременно подаваемые частоты (максимально допустимые скорости на данном участке и на следующем) — шесть используемых показаний (частот) — два показания из шести возможных). Поездное оборудование АЛС-АРС — АРС-МП. Резервное (дополнительное) средство сигнализации — трёхзначная поперегонная автоблокировка без автостопов, защитных участков и внепоездного контроля скорости. Светофоры автоматического действия при её неиспользовании нормально погашены, включаются для возможности проезда подвижного состава с необорудованными/неисправными/нерабочими устройствами АЛС-АРС, поскольку сигнал «один синий огонь», включённый на светофорах полуавтоматического действия, согласно Инструкции по сигнализации (ИСИ), является для них запрещающим показанием. На линии установлены светофоры типа «Метро» производства Днепропетровского завода «Светофор» и Армавирского электромеханического завода (установлены взамен старых в некоторых местах).
В 2014 году на линии использовалась следующая система нумерации светофоров: на участке «Юго-Западная» — «Преображенская площадь» — поперегонная ХХ или ХХХ, где первые одна или две цифры — номер перегона, третья — номер светофора на перегоне (по I пути — нечётные номера, по II пути — чётные номера); выходные светофоры для I и II пути обозначались 1 и 2, входные (последние перед станцией светофоры) — 7 и 8 соответственно; перегон «Преображенская площадь» — «Сокольники» являлся первым, «Проспект Вернадского» — «Юго-Западная» — девятнадцатым, пропущен перегон № 4.
На участке «Преображенская площадь» — «Бульвар Рокоссовского» используется сквозная нумерация светофоров, начиная с номера 400 (светофор Пд400Г). Максимальный номер — у выходного светофора станции «Преображенская площадь» по II пути (№ 436).
В тупиках действует следующая система нумерации маневровых светофоров: АА3 и АА4 для светофоров, расположенных на 3-м и 4-м станционных путях соответственно, где АА — буквенное обозначение светофоров на станции. Увеличение номера перегона при поперегонной нумерации и номеров светофоров при сквозной нумерации идёт в направлении движения по I главному пути. Размещение аппаратуры — централизованное (в релейных). Кроме того, линия оборудована несколькими типами рельсовых цепей: двухниточные, бесстыковые (частично), тональные с фазоразностной модуляцией частот АЛС-АРС. Изолирующие стыки расположены у светофоров и на границах станций и перегонов. Имеются автостопы, но только у тех светофоров, по которым производится выезд со служебных соединительных ветвей. Светофор № 111 на станции «Охотный Ряд» — единственный автоматического действия среди метрополитенов РФ, который может подавать такие сигналы, как «два жёлтых огня» и «два жёлтых огня, из них верхний — мигающий». Светофор «В» на станции «Комсомольская» является единственным светофором в Московском метрополитене, подающим сигнал «один жёлтый мигающий огонь».
На участке «Сокольники» — «Парк культуры» отсутствуют переходные кривые.

## Перспективы
В 2025 году за станцией «Новомосковская» планируется открыть электродепо «Столбово», которое заменит собой недостроенное «Саларьево»; рассматривается возможность дальнейшего продления линии за станцию «Потапово» с организацией пересадки с Сокольнической линии на Бутовскую, до Щербинки.
С июля 2024 года инсайдеры форума «Наш транспорт», ссылаясь на Генплан, озвучивают впоследствии получившие официальное подтверждение планы по продлению линии на север — за станцию «Бульвар Рокоссовского» до Ярославского шоссе из двух станций с условными названиями «МГСУ» и «Ярославская», которое станет аналогом перегона «Крылатское» — «Строгино» на Арбатско-Покровской линии, на котором находится эвакуационный выход в виде технической платформы «Троице-Лыково», требующийся для протяжённых участков пути между станциями; предполагаемая длина перегона составит 5 км, из-за чего ожидается строительство эвакуационного выхода примерно в районе платформы Московского центрального кольца «Белокаменная». Информацию об этих планах вскоре также подтвердили инсайдеры группы «Развитие метрополитена и транспорта в Москве» (РМТМ). В октябре 2024 года за «Бульваром Рокоссовского» велась геологоразведка.
 В январе 2025 года впервые были официально опубликованы данные о планах к 2035 году. На презентации, выставленной на открытии городского вокзала «Щербинка», один из слайдов был посвящён развитию ТиНАО на этот срок. Среди прочего, указаны две новые станции на Сокольнической линии к югу от «Потапово», «Улица Горчакова» с пересадкой на Бутовскую линию и «Щербинка» с пересадкой на МЦД-2 и несколько линий метро. Позднее стало известно о корректировке планов: вместо «Щербинки» конечная линии, а также пересадочный узел, будут запроектированы в районе бывшего аэропорта Остафьево. Здесь же предполагаются конечные Бирюлёвской и новой Рокадной линий. В январе 2025 года также был опубликован ответ ГУП «Московский метрополитен» на запрос о продлении линии на север, согласно которому в 2032 году запланировано открытие станций «МГСУ» и «Ярославская». В июне 2025 года началась подготовка проекта планировки территории.

## Происшествия

#### Взрывы на станциях «Лубянка» и «Парк культуры» (2010)
29 марта 2010 года в 07:56 и 08:39 утра произошло два теракта на станциях «Лубянка» и «Парк культуры». В результате двух взрывов, устроенных террористками-смертницами, погиб 41 человек, были ранены 88. Движение по Сокольнической линии было прекращено до вечера. Ответственность за взрывы взял на себя чеченский террорист Доку Умаров и его организация «Кавказский эмират», а непосредственным организатором и исполнителем, по версии следствия, был Магомедали Вагабов.

#### Пожар между станциями «Охотный Ряд» и «Библиотека имени Ленина» (2013)
5 июня 2013 года в 8:17 произошло возгорание 10 метров силового кабеля на перегоне между станциями «Охотный Ряд» и «Библиотека имени Ленина». В результате движение на участке от «Комсомольской» до «Парка культуры» было закрыто, на многих станциях скопилось огромное количество людей. На дорогах образовались пробки, наземный транспорт был переполнен. 7 человек были госпитализированы с отравлением угарным газом. Чуть позднее, в 13:12, произошло короткое замыкание в силовом кабеле на перегоне между станциями «Охотный Ряд» и «Лубянка», движение вновь приостановили. В 14:10 движение восстановили в полном объёме. В результате инцидента 16 человек были госпитализированы. Общее число пострадавших — 76 человек.

#### Пожар на станции «Спортивная» (2023)
27 февраля 2023 года в 20:32 произошло задымление из-за возгорания подвагонного оборудования у одной из секций поезда «Русич» на станции «Спортивная». По данным МЧС, площадь возгорания составила 1 м2, сведений о пострадавших не поступало. Из сообщения Департамента транспорта Москвы следовало, что «Мосгортранс» выделил 40 автобусов, которые курсировали между станциями «Парк культуры» и «Университет» с промежуточными остановками на «Фрунзенской» и «Спортивной». В 21:05 пожар был ликвидирован.

#### Инцидент на перегоне «Воробьёвы горы» — «Спортивная» (2024)
31 мая 2024 года около 22:35 на перегоне «Воробьёвы горы» — «Спортивная» состав из вагонов 81-717/714 во время движения наехал на находящуюся между токоприёмником поезда и контактным рельсом дверь входа в кабину машиниста впереди идущего состава из вагонов «Русич». Департамент транспорта, вопреки словам очевидцев о возникновении пожара, опроверг эту информацию. Пассажиры самостоятельно смогли покинуть поезд и отправиться пешком в сторону станции «Спортивная». Около 23:06 в Департаменте транспорта сообщили, что неисправность подвижного состава устранена. По данным на 23:16, спасатели эвакуировали 171 человека, в том числе 12 детей. В результате ЧП пострадали 5 человек. В 23:37 движение было восстановлено.

## Памятные мероприятия
Сокольническая линия становилась местом проведения исторических реконструкций первого дня работы Московского метрополитена. Так, по участку «Парк культуры» — «Лубянка» осуществлялся проезд с пассажирами самого первого в СССР состава из вагонов типа «А» 1934 года выпуска в трёхвагонной составности, отреставрированных в 2015—2017 гг. (с высадкой и посадкой пассажиров на станции «Кропоткинская» впервые за 40 лет), а на 90-летний юбилей состоялся проезд по участку «Сокольники» — «Парк культуры».